# ルセーナ
ルセーナ （Lucena）は、スペイン・アンダルシア州コルドバ県のムニシピオ（基礎自治体）。

## 由来
ルセーナという地名は、エリオッサナ（Eliossana）という名に由来する。これはヘブライ語で「神が我々を助けたまう」という意味のElí hosannaから派生した。一方でアラブ人支配下の名はアル＝ユッサナ（al-Yussana）であった。

## 地理
コルドバ県南部に位置する。スブベティカ地区とカンピーニャ・アルタ地区に挟まれた、古来からの軍事的要衝であった。

## 歴史
イスラム教、ユダヤ教、キリスト教の3つの文化が混じり合う場所として知られていた。人の定住は、新石器時代に遡る。
最初に公文書に登場するのはイスラム支配時代で、アルアンダルスの中でもユダヤ人人口を抱える重要な町とされていた。事実、ユダヤ人は9世紀から12世紀にかけて独占的に移住し、最初からその文化に貢献した。ルセーナには重要なユダヤ人の高等教育機関があり、賢人の多くが後にトレドへ旅してそこで翻訳の学校を興した。ユダヤ文化隆盛時代、市の中心部には狭く小さな通りがシナゴーグの周りにあり、そこはゲットーと呼ばれていた（9世紀から11世紀）。1148年、『ユダヤ人の町』はムワッヒド朝軍に占領され掠奪され、住民は表向きイスラム教に改宗した。生き残った者たちは宗教的寛容を求め北のトレドへ向かい、別のユダヤ人共同体をつくった。このためにトレドのユダヤ文化が飛躍的に成長した。
詩人アブラハム・イブン・エズラは、ムワッヒド朝によって引き起こされた、アルアンダルス・ユダヤ人のアルハマ破壊、そして廃墟となったルセナの様子を嘆いた詩を残している。
イスラム都市となったルセーナはその後、1240年にカスティーリャ王フェルナンド3世によって征服された。しかし1333年、再びイスラム勢力に征服された。最終的に、1483年、ディエゴ3世・フェルナンデス・デ・コルドバがグラナダ王国最後の王ボアブディルをルセーナの戦いで敗退させ、カスティーリャに併合した。
20世紀の民政移管後、ルセーナは急速に経済成長を遂げ、アンダルシア有数の工業都市となった。ルセーナはオリーブ油生産が盛んであるが、今日国内向けの家具製造ではバレンシアに次いで2位である。

## 史跡
ルセーナには、アンダルス歴史遺産（es）に選ばれた建物がある。
- 旧サン・フアン・バウティスタ病院
- モラル城 - 11世紀のユダヤ時代に建てられた。捕虜となったボアブディルが監禁されていた。
- サン・マテオ教会 - 16世紀。18世紀に改築
- アポストル・サンティアーゴ教区教会 - 旧シナゴーグ。
- モラナ丘陵
- サンタ・アナ伯邸宅 - 1730年から1750年に建てられた。現在は裁判所となっている。

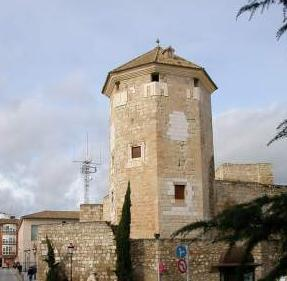
モラル城
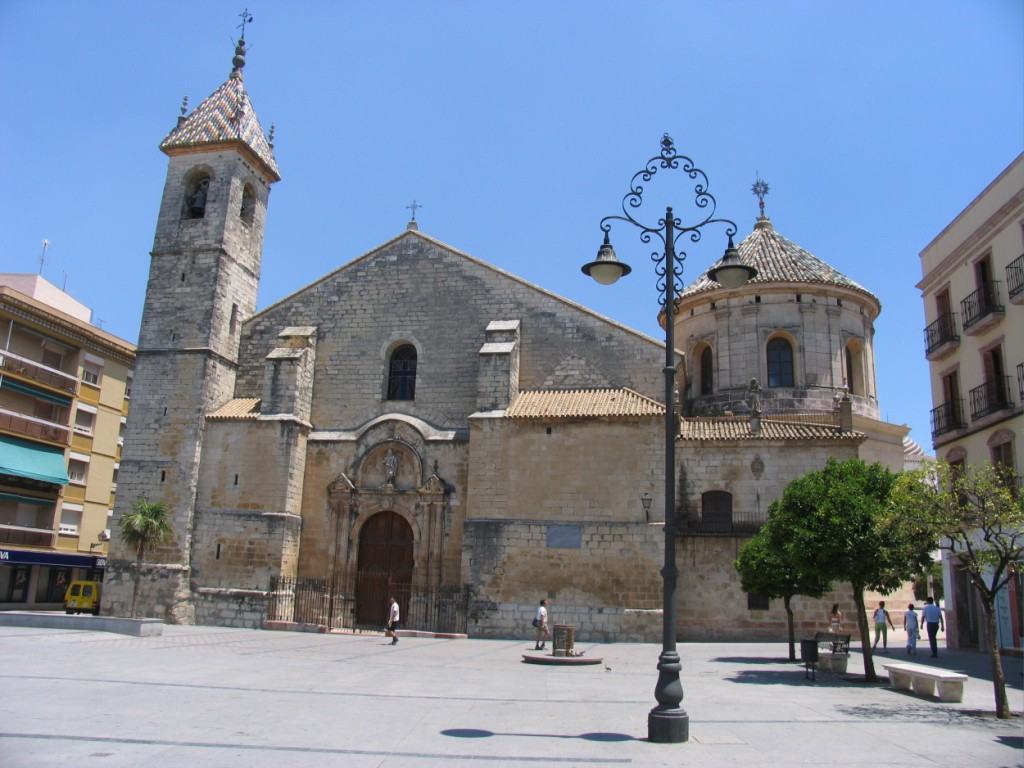
サン・マテオ教会